# Federico di Altmark
Federico di Hohenzollern (1424 – Tangermünde, 6 ottobre 1463) fu un margravio del Brandeburgo e signore di Altmark.

## Biografia
Era il figlio più giovane di Federico I di Brandeburgo e di Elisabetta di Baviera-Landshut.
Suoi nonni paterni erano Federico V di Norimberga e Elisabetta di Meißen.
Suoi nonni materni erano invece il duca di Baviera Federico di Baviera-Landshut e la milanese Maddalena Visconti.
Federico era dunque frutto di due grandi dinastie germaniche: i Wittelsbach e gli Hohenzollern.
Nel 1440 Federico I morì e assunse il suo titolo Federico II di Brandeburgo, fratello maggiore di Federico che all'epoca aveva sedici anni. Reggente del giovane venne nominato proprio suo fratello.
Con il sostegno dei fratelli Giovanni l'Alchimista e Alberto III di Brandeburgo riuscì ad avere il governo di una piccola parte del principato: Altmark e Priegnitz. Ivi raccolse gli ebrei che erano stati cacciati da suo fratello nel 1446.
Risiedette a Tangermünde, Salzwedel e Arneburg. Avendo Federico trascurato gli affari di stato suo fratello nel 1459 dovette intervenire per evitare che eventuali intrighi politici prendessero il sopravvento.
Federico sposò il 9 febbraio 1449 a Tangermünde Agnese di Pomerania, figlia di Barnim VIII.
Morto senza eredi maschi, le città concesse a Federico ricaddero nuovamente sotto il controllo diretto dell'ellettorato di Brandeburgo.
Venne sepolto nella chiesa di San Giorgio a Arneburg. La chiesa venne saccheggiata e distrutta durante la guerra dei trent'anni. I suoi resti vennero raccolti e trovarono nuova sepoltura a Berlino.

## Discendenza
Federico e Agnese ebbero solo una figlia:
- Maddalena di Brandeburgo (1460–1496), che sposò Eitel Federico II di Hohenzollern.

## Ascendenza
|                                |                       |                           | Genitori                               |  |  | Nonni |  |  | Bisnonni                  |  |  | Trisnonni                 |  |
|                                |                       |                           |                                        |  |  |       |  |  | Giovanni II di Norimberga |  |  | Federico IV di Norimberga |  |
|                                |                       |                           |                                        |  |  |       |  |  | Giovanni II di Norimberga |  |  | Federico IV di Norimberga |  |
|                                |                       | Margherita di Carinzia    |                                        |  |  |       |  |  | Giovanni II di Norimberga |  |  |                           |  |
| Federico V di Norimberga       |                       |                           |                                        |  |  |       |  |  | Giovanni II di Norimberga |  |  |                           |  |
|                                |                       | Elisabetta di Henneberg   | Bertoldo VII di Henneberg-Schleusingen |  |  |       |  |  |                           |  |  |                           |  |
|                                |                       | Elisabetta di Henneberg   | Bertoldo VII di Henneberg-Schleusingen |  |  |       |  |  |                           |  |  |                           |  |
|                                |                       | Elisabetta di Henneberg   | Adelaide d'Assia                       |  |  |       |  |  |                           |  |  |                           |  |
| Federico I di Brandeburgo      |                       | Elisabetta di Henneberg   |                                        |  |  |       |  |  |                           |  |  |                           |  |
|                                |                       | Federico II di Meißen     | Federico I di Meißen                   |  |  |       |  |  |                           |  |  |                           |  |
|                                |                       | Federico II di Meißen     | Federico I di Meißen                   |  |  |       |  |  |                           |  |  |                           |  |
|                                |                       | Federico II di Meißen     | Elisabetta di Lobdeburg                |  |  |       |  |  |                           |  |  |                           |  |
| Elisabetta di Meißen           |                       | Federico II di Meißen     |                                        |  |  |       |  |  |                           |  |  |                           |  |
|                                |                       | Matilde di Baviera        | Ludovic IV del S.R.I.                  |  |  |       |  |  |                           |  |  |                           |  |
|                                |                       | Matilde di Baviera        | Ludovic IV del S.R.I.                  |  |  |       |  |  |                           |  |  |                           |  |
|                                |                       | Matilde di Baviera        | Beatrice di Slesia-Glogau              |  |  |       |  |  |                           |  |  |                           |  |
| Federico di Altmark            |                       | Matilde di Baviera        |                                        |  |  |       |  |  |                           |  |  |                           |  |
|                                | Stefano II di Baviera | Ludovico IV il Bavaro     |                                        |  |  |       |  |  |                           |  |  |                           |  |
|                                | Stefano II di Baviera | Ludovico IV il Bavaro     |                                        |  |  |       |  |  |                           |  |  |                           |  |
|                                | Stefano II di Baviera | Beatrice di Slesia-Glogau |                                        |  |  |       |  |  |                           |  |  |                           |  |
| Federico di Baviera-Landshut   | Stefano II di Baviera |                           |                                        |  |  |       |  |  |                           |  |  |                           |  |
|                                |                       | Isabella d'Aragona        | Federico III d'Aragona                 |  |  |       |  |  |                           |  |  |                           |  |
|                                |                       | Isabella d'Aragona        | Federico III d'Aragona                 |  |  |       |  |  |                           |  |  |                           |  |
|                                |                       | Isabella d'Aragona        | Eleonora d'Angiò                       |  |  |       |  |  |                           |  |  |                           |  |
| Elisabetta di Baviera-Landshut |                       | Isabella d'Aragona        |                                        |  |  |       |  |  |                           |  |  |                           |  |
|                                |                       | Bernabò Visconti          | Stefano Visconti                       |  |  |       |  |  |                           |  |  |                           |  |
|                                |                       | Bernabò Visconti          | Stefano Visconti                       |  |  |       |  |  |                           |  |  |                           |  |
|                                |                       | Bernabò Visconti          | Valentina Doria                        |  |  |       |  |  |                           |  |  |                           |  |
| Maddalena Visconti             |                       | Bernabò Visconti          |                                        |  |  |       |  |  |                           |  |  |                           |  |
|                                |                       | Beatrice della Scala      | Mastino II della Scala                 |  |  |       |  |  |                           |  |  |                           |  |
|                                |                       | Beatrice della Scala      | Mastino II della Scala                 |  |  |       |  |  |                           |  |  |                           |  |
|                                |                       | Beatrice della Scala      | Taddea da Carrara                      |  |  |       |  |  |                           |  |  |                           |  |
|                                |                       | Beatrice della Scala      |                                        |  |  |       |  |  |                           |  |  |                           |  |